# Suhler Knabenchor
Der Suhler Knabenchor ist ein in Suhl, Thüringen ansässiger Knabenchor. Er wurde 1972 durch Hubert Voigt gegründet.

## Allgemeines
Der Knabenchor erhielt Einladungen zu Konzerten im In- und Ausland. Konzertreisen führten den Chor in viele Städte der damaligen DDR, nach Budweis, Estland und seit 1990 auch in die alten Bundesländer, 2005 nach Japan. Der Chor wirkte bei CD-Produktionen mit.
Das Repertoire des Chores reicht von der Chorliteratur a cappella bis hin zu großen oratorischen Werken. Der Suhler Knabenchor arbeitete unter anderem mit der Thüringen Philharmonie Gotha (ehemals Thüringen Philharmonie Gotha-Suhl) zusammen.
2022 übernahm Max Rowek die Chorleitung.

## Chorstruktur
Bereits Vorschulkinder ab 4 Jahren haben die Möglichkeit im Suhler Knabenchor Musikalische Früherziehung und Förderung zu erhalten. Entscheidet sich ein Knabe mit seinen Eltern für die Mitwirkung im Suhler Knabenchor, besucht er den Vorchor (ab 1. Klasse). Dort soll er die Grundkenntnisse der Musik erfahren und die vielfältigen Möglichkeiten, die ihm seine eigene Stimme bietet, erleben.
Im Nachwuchschor lernen die jungen Sänger auf spielerische Weise sich eigenständig mit einem Notentext vertraut zu machen und einfache Melodien vom Blatt zu singen. Unterstützend wird Instrumentalunterricht angeboten.
Nach Aufnahme in den Haupt- und Konzertchor des Suhler Knabenchores dürfen die jungen Sänger bei den großen Konzerten und Reisen teilnehmen.

## Dirigenten
- Hubert Voigt (1972–1993)
- Karsten Sprenger (1993–1999)
- Markus Teutschbein (1999–2007)
- Matthias Beckert (2007–2012)
- Robert Grunert (2012–2022)
- Max Rowek (seit 2022)

## Wettbewerbserfolge und Preise
- 1985: Max-Reger-Kunstpreis
- 1990: Zwei Silbermedaillen bei den Chortagen in Karlstein
- 2006: „Silbernes Diplom“ beim internationalen Chorwettbewerb in Malta